# سکوئه
شهر سکوئه (به رومانیایی: Săcueni) در شهرستان بیهور در کشور رومانی واقع شده‌است. جمعیت این شهر ۱۱٬۶۶۵ نفر  است.

## نگارخانه

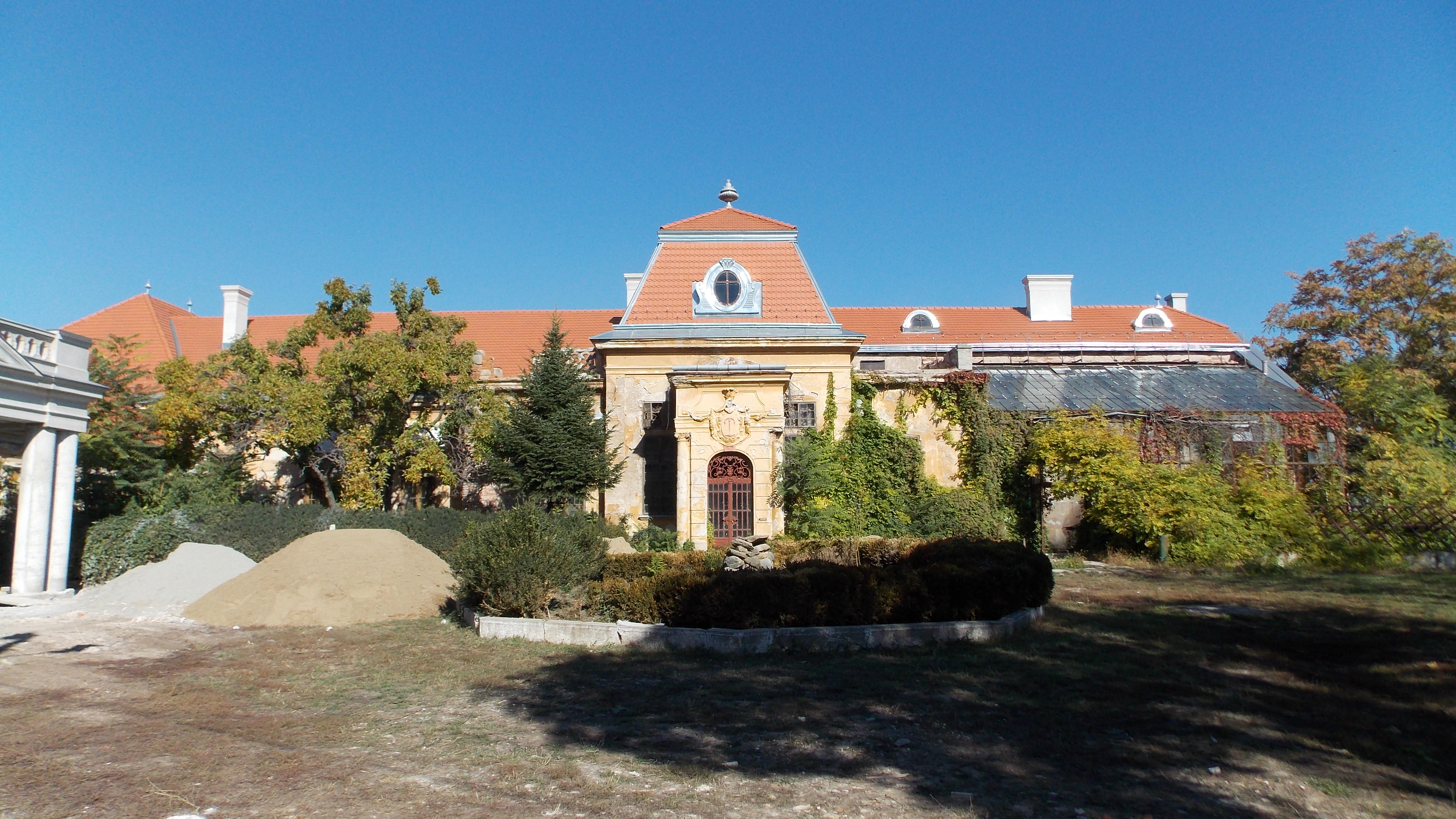
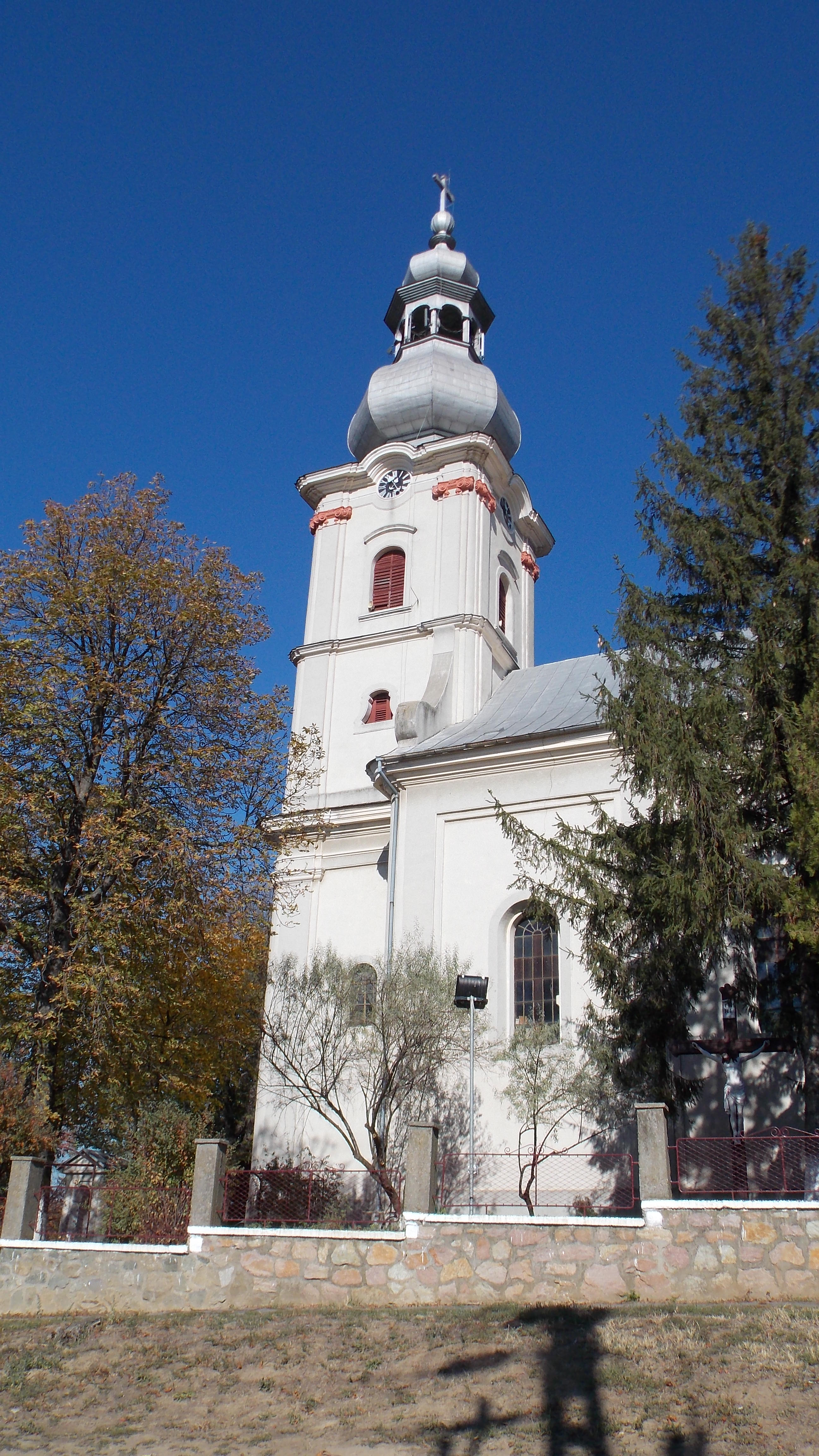
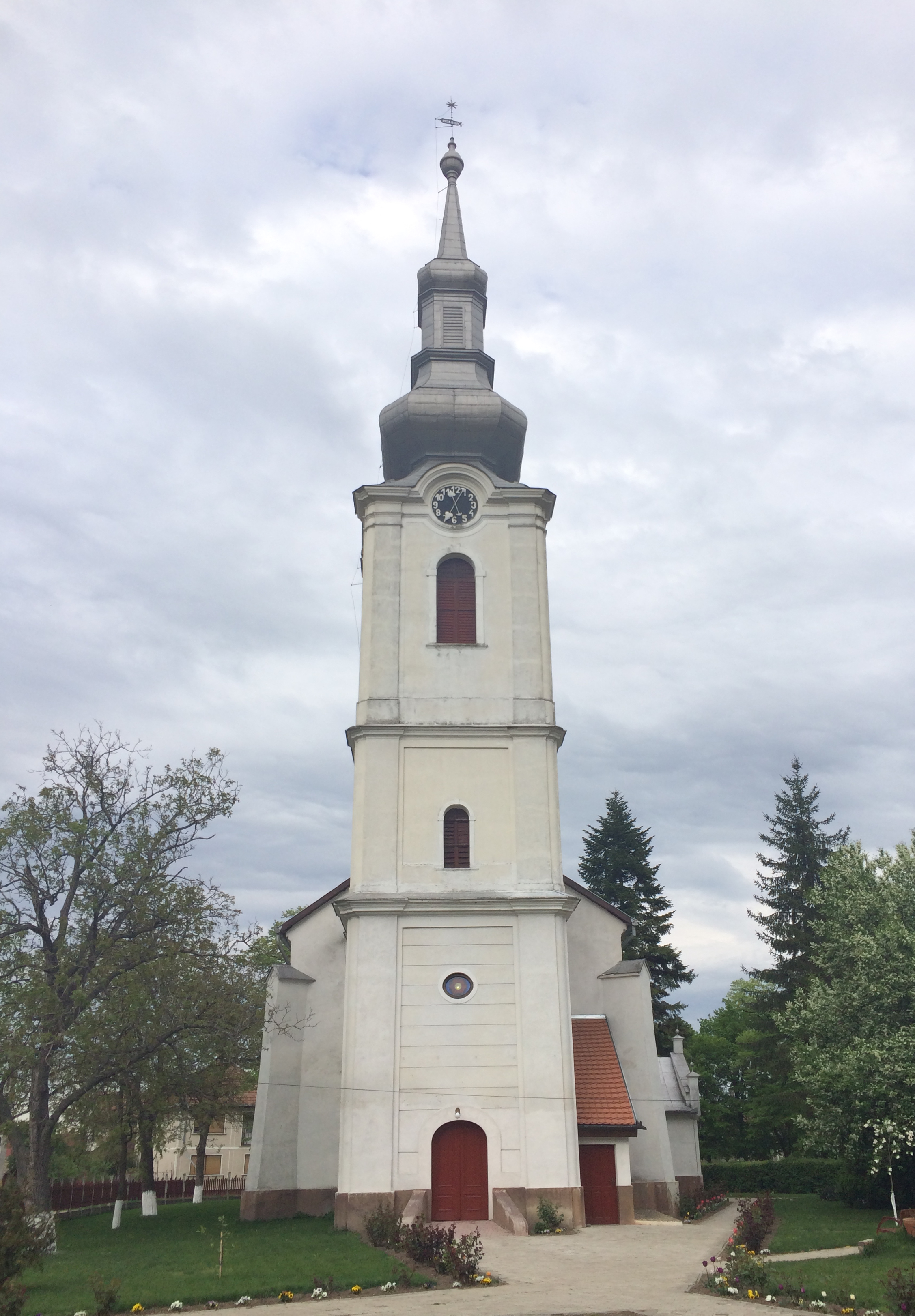
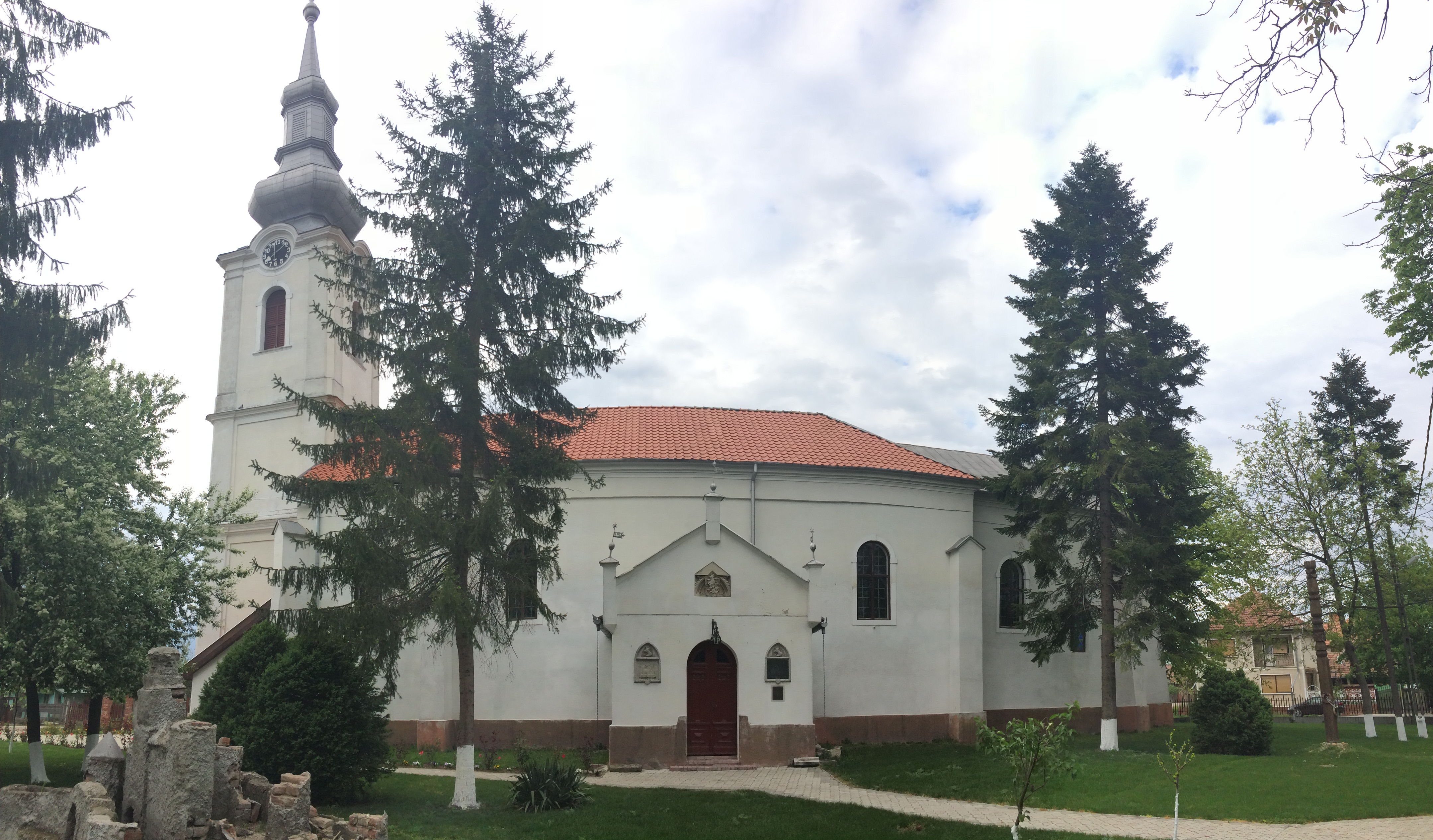